# Legendary (Tyga)
Legendary è il settimo album in studio del rapper statunitense Tyga, pubblicato nel 2019. Il disco è stato trainato dal singolo Taste, che riscosse un enorme successo commerciale, diventando il brano pù noto dell'artista.

## Tracce
1. Too Many – 2:25
2. Lightskin Lil Wayne – 2:33
3. On Me (feat. Lil Wayne) – 2:42
4. Stash (feat. Blueface) – 2:54
5. Haute (feat. J Balvin & Chris Brown) – 2:40
6. Werkkkk – 3:20
7. Maykherkhum – 2:37
8. Vibrate (feat. Swae Lee) – 3:33
9. Shit I Like – 3:01
10. Legendary (feat. Gunna) – 2:32
11. February Love (feat. Chris Brown) – 3:37
12. Goddamn (feat. A Boogie wit da Hoodie) – 3:31
13. Taste (feat. Offset) – 3:49
14. Made Me (feat. Bazzi) – 2:49

Tracce bonus nell'edizione deluxe
1. Penthouse in Miami (con Starrah) – 2:46
2. Love to Fuck – 3:25
3. Dip (con Nicki Minaj) – 3:15
4. Too Much – 2:57
5. Slidin (feat. Ty Dolla Sign & Takeoff) – 3:37
6. Bop (con YG & Blueface) – 2:59
7. Swish – 3:14
8. Floss in the Bank – 2:31
9. Girls Have Fun (feat. G-Eazy & Rich the Kid) – 2:55